# Melchior Ramus
Melchior Ramus (20. december 1646 på Akerø præstegård – 27. februar 1693 i Trondhjem) var en norsk lektor, ældre broder til præsten Jonas Ramus.
Ramus deponerede 1666 og blev magister 1682. Han var da designeret lector theologiæ i Trondhjem og kom 1683 i virkelig besiddelse af dette embede. Han blev samme år gift med Anna Kyhn, hvis fader, Hans Kyhn (død 1698), var kommandant på Munkholmen og oberstløjtnant. Blandt hans sønner kunne nævnes Joachim Frederik, Johan Daniel og Christian Ramus. 
Ramus nød i sin samtid megen anseelse for sin lærdom ("en unique og kostelig lærd Mand i alle Fakulteter"). De få latinske skrifter, han har efterladt, have vel ikke stort at betyde, men det vides, at han med iver dyrkede sit fødelands geografi, og Schøning omtaler ham med anerkendelse. 
Han skal med offentlig understøttelse have berejst Norge og have tegnet kort over flere dele deraf. I Katalogen over det trondhjemske Videnskabsselskabs bibliotek (1808, s. 644 f.) opføres hans kort over Bergens Stift samt Øst- og Vestfinmarken. Mere af samme art skal være gået til grunde i Trondhjem, da biskop Krogs bibliotek brændte. Ramus var også forfatter af danske digte.